# Kobbs
Kobbs är ett svenskt tevarumärke som sedan 2007 ägs av Löfbergs. 
Kobbs grundades av Martin Samuel Kobb 1809 som en butik för glas och porslin i Göteborg. Företaget började 1835 att importera te och tog över Ostindiska kompaniets teimport till Sverige. Martin Samuel Kobbs söner Pontus och August Kobb tog över verksamheten som fick namnet AB MS Kobbs söner. Kobbarnas väg på Gårda är sedan 1923 uppkallad efter bröderna som ägde gårdarna Norra och Södra Prospect Hill invid gatan.
I produktsortimentet ingår svarta, gröna och röda (rooibos) teer. År 2012 var sex av tolv produkter certifierade med Krav eller Fairtrade.